# فنریز
فنریز (انگلیسی: Fenriz؛ زادهٔ ۲۸ نوامبر ۱۹۷۱) موسیقی‌دان، ترانه‌نویس، و بنیان گذار گروه بلک متال نروژی Darkthrone است. وی از سال ۱۹۸۶ میلادی در نروژ مشغول فعالیت بوده‌است.